# Calcium
Calcium is een scheikundig element met symbool Ca en atoomnummer 20. Het is een zilverwit aardalkalimetaal.

## Ontdekking
Calcium, chemisch gebonden in calciumoxide (CaO) werd al door de Romeinen gebruikt. Pas in 1808 werd calcium als chemisch ongebonden element, of 'metallisch calcium', ontdekt na door Humphry Davy te zijn geïsoleerd door middel van elektrolyse. Davy gebruikte een kathode van (vloeibaar) kwik, waarmee hij calciumamalgaam verkreeg - metallisch calcium is zeer goed oplosbaar in kwik. Het afdistilleren van het kwik leverde metallisch calcium, hoewel van onzuivere kwaliteit.
De Franse wetenschapper Henri Moissan slaagde eind negentiende eeuw erin om chemisch zuiver calcium te bereiden door calciumjodide met natrium te reduceren. De naam is afkomstig van het Latijnse Calx, dat "kalksteen" betekent.

## Toepassingen
Calciumverbindingen vormen de basis van botten en tanden, daarom is het voor gewervelden belangrijk om er via het voedsel voldoende van binnen te krijgen. Een te hoge calciuminname kan bij jonge dieren leiden tot het wobblersyndroom.
Toepassingen van calcium in de industrie:
- als reductor bij extractie van andere metalen uit hun metaalerts, zoals uranium, zirkonium en thorium
- in de gebonden vorm van calciumoxide is het de grondstof van veel bouwmaterialen zoals cement
- als deoxidator voor allerlei legeringen

Daarnaast wordt calcium als metaal in legeringen gebruikt, vooral in combinatie met aluminium, beryllium, koper, lood en magnesium, en bij de bereiding van staal.

## Calcium in biologie en geneeskunde
Calcium speelt in het lichaam een rol bij de botopbouw of mineralisatie, bij de bloedstolling, bij het realiseren van het plasma-membraanpotentiaal van de lichaamscellen, bij de spiercontractie, de hormoonafgifte aan het bloed, het glycogeenmetabolisme en bij de celdeling. Calcium bevindt zich in het skelet (99%), in de weefsels, en in de extracellulaire vloeistoffen, waaronder het bloed.
Een calciumtekort kan leiden tot botontkalking - osteoporose, spierkrampen, en bij kinderen tot verschijnselen van rachitis of Engelse ziekte.
In het klinisch-chemisch laboratorium wordt het calciumgehalte van met name het bloed gemeten; het niveau daarvan kan een eventuele disbalans van calcium tussen het bloed in de verschillende lichaamscompartimenten aantonen. In het bloed is calcium ofwel gebonden aan het plasma-eiwit albumine (40%), ofwel aan negatief geladen ionen (10%), of vrij aanwezig als geïoniseerd calcium, het elektrolyt Ca2+, de in het bloed fysiologisch actieve vorm. Het calciumniveau in het bloed staat onder regulatie van vitamine D en het Parat-hormoon (PTH). Een ongecontroleerde afgifte aan het bloed van PTH, PTH-achtige hormonen, vitamine D of specifieke cytokinen kan een verhoogd calciumniveau in het bloed veroorzaken (> 2,55 mmol/L). Een verlaagde concentratie van calcium in het bloed (< 2,1 mmol/L) komt voor bij behandeling met bepaalde medicijnen, en verder bij chronische nierziekte, alkalose, malabsorptie, verlaagd PTH-afgifte of bij een vitamine D-tekort.
Calciumionen (Ca2+) spelen een zeer belangrijke rol in de celprocessen van organismen. Zo heeft calcium een rol in het proces van de signaaltransductie, het doorgeven van signalen binnen een cel, waar het fungeert als tweede boodschapper. Calcium is nodig bij de samentrekking van spiercellen en ook bij de bevruchting is calcium belangrijk. Verder vereisen veel enzymen calciumionen als co-enzym, bijvoorbeeld bij de bloedstolling. Extracellulair calcium is belangrijk voor het behoud van een elektrische spanning tussen de waterige celinhoud en de directe celomgeving . 
Calcium is het meest voorkomende metaal in het menselijk lichaam en vormt, na de vier organische elementen koolstof, zuurstof, waterstof en stikstof, het meest voorkomende element. De totale hoeveelheid calcium in een volwassen persoon bedraagt ongeveer 1 kg.

### Calcium in voeding
Een gevarieerde voeding zorgt voor voldoende opname van calcium door het lichaam, zoals melk en melkproducten, groente, noten en peulvruchten. Calciumsupplementen bestaan in de vorm van calciumcitraat of calciumcarbonaat, in de vorm van bruis- en kauwtabletten. Bij bepaalde behandelingen, zoals met bisfosfonaten of corticosteroïden moet systematisch calcium en vitamine D worden toegevoegd.
Het dagelijks drinken van één of twee porties halfvolle zuivel lijkt gunstig te werken bij het voorkomen van kanker. Calcium lijkt bescherming te geven aan de darmwand. Iemand die geen zuivel verdraagt (lactose intolerantie), heeft een hoger risico op darmkanker.

### Calciumregulatie
Het gehalte aan calcium in zoogdieren wordt gereguleerd, onder meer dankzij de beenderen die fungeren als opslaglocatie. Calciumionen worden van daaruit in de bloedbaan vrijgelaten onder gecontroleerde omstandigheden. In de bloedbaan wordt het calcium getransporteerd als opgeloste ionen of gebonden aan eiwitten zoals albumine. Parathormoon, uitgescheiden door de bijschildklier, reguleert de resorptie van Ca2+ uit been, de reabsorptie in de nieren en de activatie van vitamine D (in zijn hormonaal actieve vorm genaamd calcitriol). Calcitriol zorgt op zijn beurt voor de absorptie van calcium uit de darmen en de mobilisatie van calciumionen uit been. Calcitonine is een hormoon dat geproduceerd wordt door de medullaire schildkliercellen en dat het serumcalcium verlaagt. Ook de celorganellen zijn belangrijke opslagplaatsen van calcium. Zij accumuleren voortdurend Ca2+-ionen en laten deze los tijdens bepaalde cellulaire acties. Voorbeelden van zulke organellen zijn de mitochondriën en het endoplasmatisch reticulum.

### Klinisch belang van calcium
Een te hoog calciumgehalte in het bloedserum heet hypercalciëmie. Klachten zijn nierstenen, dorst en veel drinken, veel plassen en verwardheid, tot psychose aan toe. Hypercalciëmie is het gevolg van te snel werkende bijschildkliertjes. Dit zijn vier orgaantjes, een paar millimeter groot; een klein goedaardig gezwel in een van deze vier kan hypercalciëmie en botontkalking veroorzaken. Hypercalciëmie kan ook veroorzaakt worden door bot-metastasen, als de botten aangedaan zijn door uitgezaaide kanker. Een te laag calciumgehalte van het bloedserum heet hypocalciëmie en kan krampen in de vingers veroorzaken. Het treedt bijvoorbeeld op bij hyperventilatie, waarbij door de snelle ademhaling het koolzuurgehalte van het bloed daalt en daardoor de pH stijgt. Ook wordt dit gezien als bij een schildklieroperatie per ongeluk de vier bijschildklieren zijn verwijderd. Calcium speelt een rol bij het omzetten van een elektrische prikkel in een chemische: het is nodig om de zenuwcel en de spiercel te laten reageren op een actiepotentiaal. Calcium-instroombeperkende medicijnen of calciumantagonisten dienen om de hartslag te vertragen, de bloeddruk te verlagen of de zuurstofbehoefte van het hart te verminderen. Sommige worden voorgeschreven bij duizeligheid of migraine. Voorbeelden zijn nifedipine en verapamil.

## Opmerkelijke eigenschappen
Calcium is het op vijf na meest voorkomende element in de aardkorst en van essentieel belang voor het leven op aarde. Het reageert met water onder vorming van calciumhydroxide. Dit is een exotherme reactie.

## Voorkomen
Calcium is een lithofiel element, dat in de aarde vooral in de korst voorkomt, die ongeveer voor 4,15 gewichtsprocent uit calcium bestaat. Door de reactieve eigenschappen komt het element niet in ongebonden toestand voor. Bekende mineralen waarin calcium voorkomt zijn calciet (calciumcarbonaat), gips (calciumsulfaat) en fluoriet (calciumfluoride). Meestal wordt chemisch ongebonden calcium verkregen via elektrolyse van calciumchloride en calciumfluoride.
Opgelost calcium in de oceanen wordt door diverse organismen gebruikt om hun skelet uit op te bouwen, in de vorm van de mineralen calciet en aragoniet. Als deze organismen sterven zinken hun skeletjes naar de bodem om daar sediment te vormen. Door hoge hydrostatische druk is in de diepzee, in de bathyale zone, op meer dan 4,5 km diepte de oplosbaarheid van calciumcarbonaat groter, waardoor het in het zeewater oplost. Calciumrijke sedimenten worden daarom alleen in ondiepere zeeën, zoals op het continentaal plat, gevormd. Als kalksediment lithificeert wordt het kalksteen.
Dieper in de aardkorst kan calcium in diverse metamorfe mineralen voorkomen. Voorbeelden zijn dolomiet, calciet, hornblende, grossulaar (Ca-granaat), plagioklaas en orthopyroxeen. Door metasomatisme en retrograde metamorfose kunnen deze mineralen in bijvoorbeeld talk, epidoot of tremoliet worden omgezet.

## Isotopen
| Iso  | RA (%) | Halveringstijd           | VV                       | VE (MeV)                 | VP                       |
| ---- | ------ | ------------------------ | ------------------------ | ------------------------ | ------------------------ |
| 40Ca | 96,941 | stabiel met 20 neutronen | stabiel met 20 neutronen | stabiel met 20 neutronen | stabiel met 20 neutronen |
| 41Ca | syn    | 1,03×105 j               | β+                       | 11,140                   | 41K                      |
| 42Ca | 0,647  | stabiel met 22 neutronen | stabiel met 22 neutronen | stabiel met 22 neutronen | stabiel met 22 neutronen |
| 43Ca | 0,135  | stabiel met 23 neutronen | stabiel met 23 neutronen | stabiel met 23 neutronen | stabiel met 23 neutronen |
| 44Ca | 2,086  | stabiel met 24 neutronen | stabiel met 24 neutronen | stabiel met 24 neutronen | stabiel met 24 neutronen |
| 45Ca | syn    | 162,61 d                 | β−                       | 4,204                    | 45Sc                     |
| 46Ca | 0,004  | stabiel met 26 neutronen | stabiel met 26 neutronen | stabiel met 26 neutronen | stabiel met 26 neutronen |
| 47Ca | syn    | 4,536 d                  | β−                       | 1,992                    | 47Sc                     |
| 48Ca | 0,187  | 6×1018 j                 | 2β−                      | 4,272                    | 48Ti                     |

Van calcium zijn meerdere stabiele isotopen bekend, waarvan 40Ca en 44Ca in aanzienlijke hoeveelheden in de natuur voorkomen.
Bepaalde micro-organismen (radiolaria) fractioneren afhankelijk van de temperatuur de twee stabiele isotopen van calcium bij het onttrekken uit het zeewater. In de geochemie wordt de verhouding 44Ca/40Ca in kalkskeletjes uit marien sediment daarom gebruikt om de vroegere temperatuur van zeewater te berekenen. Dit kan echter alleen voor niet te diep begraven sedimenten, omdat diagenetische reacties de verhouding veranderen als het sediment te diep begraven wordt en onder te hoge druk komt te staan.

## Ionen
| Oxidatiegetal | Toelichting                                         |
| ------------- | --------------------------------------------------- |
| 0             | Vrij metaal, komt niet in de natuur voor            |
| +2            | standaardion van het element, bijvoorbeeld in krijt |

## Toxicologie en veiligheid
Elementair metallisch calcium is brandbaar.